# Temporada da ATP de 2023
A temporada da ATP de 2023 foi o circuito masculino dos tenistas profissionais de elite para o ano em questão. A Associação de Tenistas Profissionais (ATP) organiza a maioria dos eventos – os ATP Masters 1000, os ATP 500, os ATP 250, o de fim de temporada (ATP Finals), o ATP Next Gen Finals e a United Cup, enquanto que a Federação Internacional de Tênis (ITF) tem os torneios do Grand Slam, a Copa Davis e a Copa Hopman. A Laver Cup completa a lista.
A Rússia e a Bielurrússia continuam sob sanções das entidades tenísticas por causa da invasão da Ucrânia pela Rússia, com torneios proibidos de acontecer nesses territórios, as seleções nacionais não podendo disputar os eventos por equipes e os jogadores permitidos de competir, mas sob bandeira neutra. Este é o segundo ano em que essas normas são aplicadas.

## Calendário

### Países
| Torneios | País(es)                                                                                  | País(es)                                                                             |
| -------- | ----------------------------------------------------------------------------------------- | ------------------------------------------------------------------------------------ |
| 11       | Estados Unidos                                                                            | Estados Unidos                                                                       |
| 8        | França                                                                                    | França                                                                               |
| 5        | Alemanha · Austrália · China                                                              | Espanha · Grã-Bretanha                                                               |
| 3        | Itália                                                                                    | Suíça                                                                                |
| 2        | Argentina · Áustria · Canadá · Croácia                                                    | México · Países Baixos · Suécia                                                      |
| 1        | Arábia Saudita · Bélgica · Bósnia e Herzegovina · Brasil · Bulgária · Catar · Cazaquistão | Chile · Emirados Árabes Unidos · Índia · Japão · Marrocos · Nova Zelândia · Portugal |

### Mês a mês

#### Legenda
Abaixo estão exemplos, com explicações usando o elemento dica de contexto. Basta passar o cursor sobre cada linha pontilhada para lê-las.
| Semana de                   | Torneio                                                                                        | Campeã(s)(o/ões)            | Vice-campeã(s)(o/ões)     | Resultado            |
| --------------------------- | ---------------------------------------------------------------------------------------------- | --------------------------- | ------------------------- | -------------------- |
| 16 de janeiro 23 de janeiro | Australian Open · Melbourne, Austrália · Grand Slam · A$ 12.176.550 – duro – 128S•96Q•64D•32DM | jogador(a) 1                | jogador(a) 2              | 7–61, 4–6, 7–6(10–6) |
| 16 de janeiro 23 de janeiro | Australian Open · Melbourne, Austrália · Grand Slam · A$ 12.176.550 – duro – 128S•96Q•64D•32DM | jogador(a) 3 · jogador(a) 4 | jogador(a) 5 jogador(a) 6 | 4–6, 6–4, [11–9]     |
| 16 de janeiro 23 de janeiro | Australian Open · Melbourne, Austrália · Grand Slam · A$ 12.176.550 – duro – 128S•96Q•64D•32DM | jogadora 7 jogador 8        | jogadora 9 jogador 10     | 6–2, 4–6, [10–3]     |

| Casos excepcionais | Premiação               | Grand Slam | Grand Slam | Grand Slam |
| Casos excepcionais | Premiação               | Variável   |            |            |
| Casos excepcionais | Número de participantes | QD         | E          |            |
| Casos excepcionais | Ordenação dos torneios  |            |            |            |

| Ícones | Clicável      |                                        |                                           |
| Ícones | Clicável      | edição do torneio                      |                                           |
| Ícones | Não-clicáveis |                                        | primeiro título conquistado na modalidade |
| Ícones | Não-clicáveis | o(a) jogador(a)/país defendeu o título |                                           |

#### Janeiro
| Semana de                   | Torneio | Campeã(s)(o/ões) | Vice-campeã(s)(o/ões) | Resultado                                       |
| --------------------------- | --- | --- | --- | ----------------------------------------------- |
| 2 de janeiro                | Adelaide International 1 Adelaide, Austrália ATP 250 US$ 713.495 – duro – 32S•16Q•24D | Novak Djokovic | Sebastian Korda | 86–7, 7–63, 6–4                                 |
| 2 de janeiro                | Adelaide International 1 Adelaide, Austrália ATP 250 US$ 713.495 – duro – 32S•16Q•24D | Lloyd Glasspool Harri Heliövaara | Jamie Murray Michael Venus | 6–3, 7–63                                       |
| 2 de janeiro                | Tata Open Maharashtra Pune, Índia ATP 250 US$ 713.495 – duro – 28S•16Q•16D | Tallon Griekspoor | Benjamin Bonzi | 4–6, 4–5, 6–3                                   |
| 2 de janeiro                | Tata Open Maharashtra Pune, Índia ATP 250 US$ 713.495 – duro – 28S•16Q•16D | Sander Gillé Joran Vliegen | Sriram Balaji Jeevan Nedunchezhiyan | 6–4, 6–4                                        |
| 2 de janeiro                | United Cup Brisbane, Austrália Perth, Austrália Sydney, Austrália Competição de curta duração entre países – mista US$ 15.000.000 – duro – 18E | Estados Unidos · Taylor Fritz · Madison Keys · Desirae Krawczyk · Denis Kudla · Alycia Parks · Jessica Pegula · Hunter Reese · Frances Tiafoe | Itália · Matteo Berrettini · Marco Bortolotti · Lucia Bronzetti · Lorenzo Musetti · Camilla Rosatello · Martina Trevisan · Andrea Vavassori          | 4–0                                             |
| 9 de janeiro                | Adelaide International 2 Adelaide, Austrália ATP 250 US$ 713.495 – duro – 28S•16Q•24D | Kwon Soon-woo | Roberto Bautista Agut | 6–4, 3–6, 7–64                                  |
| 9 de janeiro                | Adelaide International 2 Adelaide, Austrália ATP 250 US$ 713.495 – duro – 28S•16Q•24D | Marcelo Arévalo Jean-Julien Rojer | Ivan Dodig Austin Krajicek | w.o.                                            |
| 9 de janeiro                | ASB Classic Auckland, Nova Zelândia ATP 250 US$ 713.495 – duro – 28S•16Q•16D | Richard Gasquet | Cameron Norrie | 4–6, 6–4, 6–4                                   |
| 9 de janeiro                | ASB Classic Auckland, Nova Zelândia ATP 250 US$ 713.495 – duro – 28S•16Q•16D | Nikola Mektić Mate Pavić | Nathaniel Lammons Jackson Withrow | 6–4, 56–7, [10–6]                               |
| 16 de janeiro 23 de janeiro | Australian Open Melbourne, Austrália Grand Slam A$ 30.623.800 – duro – 128S•128Q•64D•32DM | Novak Djokovic | Stefanos Tsitsipas | 6–3, 7–64, 7–65                                 |
| 16 de janeiro 23 de janeiro | Australian Open Melbourne, Austrália Grand Slam A$ 30.623.800 – duro – 128S•128Q•64D•32DM | Rinky Hijikata · Jason Kubler | Hugo Nys Jan Zieliński | 6–4, 7–64                                       |
| 16 de janeiro 23 de janeiro | Australian Open Melbourne, Austrália Grand Slam A$ 30.623.800 – duro – 128S•128Q•64D•32DM | Luisa Stefani · Rafael Matos | Sania Mirza Rohan Bopanna | 7–62, 6–2                                       |
| 30 de janeiro               | Copa Davis: qualificatório Rijeka, Croácia – duro (coberto) Tatabánya, Hungria – duro (coberto) Tashkent, Uzbequistão – duro (coberto) Tréveris, Alemanha – duro (coberto) Cota, Colômbia – saibro (coberto) Oslo, Noruega – duro (coberto) La Serena, Chile – saibro Seul, Coreia do Sul – duro (coberto) Estocolmo, Suécia – duro (coberto) Groningen, Países Baixos – duro (coberto) Espoo, Finlândia – duro (coberto) Maia, Portugal – saibro (coberto) Competição de longa duração entre países | · Croácia · França · Estados Unidos · Suíça · Grã-Bretanha · Sérvia · Chile · Coreia do Sul · Suécia · Países Baixos · Finlândia · Chéquia    | · Áustria · Hungria · Uzbequistão · Alemanha · Colômbia · Noruega · Cazaquistão · Bélgica · Bósnia e Herzegovina · Eslováquia · Argentina · Portugal | 3–1 3–2 4–0 3–2 3–1 4–0 3–1 3–2 3–1 4–0 3–1 3–1 |

#### Fevereiro
| Semana de       | Torneio | Campeão(s)                               | Vice-campeão(s)                            | Resultado          |
| --------------- | --- | ---------------------------------------- | ------------------------------------------ | ------------------ |
| 6 de fevereiro  | Córdoba Open Córdoba, Argentina ATP 250 US$ 713.495 – saibro – 28S•16Q•16D                                        | Sebastián Báez                           | Federico Coria                             | 6–1, 3–6, 6–3      |
| 6 de fevereiro  | Córdoba Open Córdoba, Argentina ATP 250 US$ 713.495 – saibro – 28S•16Q•16D                                        | Máximo González · Andrés Molteni         | Sadio Doumbia Fabien Reboul                | 6–4, 6–4           |
| 6 de fevereiro  | Dallas Open Dallas, Estados Unidos ATP 250 US$ 822.585 – duro (coberto) – 28S•16Q•16D                             | Wu Yibing                                | John Isner                                 | 46–7, 7–63, 7–612  |
| 6 de fevereiro  | Dallas Open Dallas, Estados Unidos ATP 250 US$ 822.585 – duro (coberto) – 28S•16Q•16D                             | Jamie Murray Michael Venus               | Nathaniel Lammons Jackson Withrow          | 1–6, 7–64, [10–7]  |
| 6 de fevereiro  | Open Sud de France Montpellier, França ATP 250 € 630.705 – duro (coberto) – 28S•16Q•16D                           | Jannik Sinner                            | Maxime Cressy                              | 7–63, 6–3          |
| 6 de fevereiro  | Open Sud de France Montpellier, França ATP 250 € 630.705 – duro (coberto) – 28S•16Q•16D                           | Robin Haase Matwé Middelkoop             | Maxime Cressy Albano Olivetti              | 7–64, 4–6, [10–6]  |
| 13 de fevereiro | ABN AMRO Open Roterdã, Países Baixos ATP 500 US$ 2.224.460 – duro (coberto) – 32S•16Q•16D•4QD                     | Daniil Medvedev                          | Jannik Sinner                              | 5–7, 6–2, 6–2      |
| 13 de fevereiro | ABN AMRO Open Roterdã, Países Baixos ATP 500 US$ 2.224.460 – duro (coberto) – 32S•16Q•16D•4QD                     | Ivan Dodig Austin Krajicek               | Rohan Bopanna Matthew Ebden                | 7–65, 2–6, [12–10] |
| 13 de fevereiro | Argentina Open Buenos Aires, Argentina ATP 250 US$ 711.600 – saibro – 28S•16Q•16D                                 | Carlos Alcaraz                           | Cameron Norrie                             | 6–3, 7–5           |
| 13 de fevereiro | Argentina Open Buenos Aires, Argentina ATP 250 US$ 711.600 – saibro – 28S•16Q•16D                                 | Simone Bolelli Fabio Fognini             | Nicolás Barrientos Ariel Behar             | 6–2, 6–4           |
| 13 de fevereiro | Delray Beach Open Delray Beach, Estados Unidos ATP 250 US$ 718.245 – duro – 28S•16Q•16D                           | Taylor Fritz                             | Miomir Kecmanović                          | 6–0, 5–7, 6–2      |
| 13 de fevereiro | Delray Beach Open Delray Beach, Estados Unidos ATP 250 US$ 718.245 – duro – 28S•16Q•16D                           | Marcelo Arévalo · Jean-Julien Rojer      | Rinky Hijikata Reese Stalder               | 6–3, 6–4           |
| 20 de fevereiro | Rio Open Rio de Janeiro, Brasil ATP 500 US$ 2.178.980 – saibro – 32S•16Q•16D•4QD                                  | Cameron Norrie                           | Carlos Alcaraz                             | 5–7, 6–4, 7–5      |
| 20 de fevereiro | Rio Open Rio de Janeiro, Brasil ATP 500 US$ 2.178.980 – saibro – 32S•16Q•16D•4QD                                  | Máximo González Andrés Molteni           | Juan Sebastián Cabal Marcelo Melo          | 6–1, 7–63          |
| 20 de fevereiro | Qatar ExxonMobil Open Doha, Catar ATP 250 US$ 1.485.775 – duro – 28S•16Q•16D                                      | Daniil Medvedev                          | Andy Murray                                | 6–4, 6–4           |
| 20 de fevereiro | Qatar ExxonMobil Open Doha, Catar ATP 250 US$ 1.485.775 – duro – 28S•16Q•16D                                      | Rohan Bopanna Matthew Ebden              | Constant Lestienne Botic van de Zandschulp | 56–7, 6–4, [10–6]  |
| 20 de fevereiro | Open 13 Provence Marselha, França ATP 250 € 784.830 – duro (coberto) – 28S•16Q•16D                                | Hubert Hurkacz                           | Benjamin Bonzi                             | 6–3, 7–64          |
| 20 de fevereiro | Open 13 Provence Marselha, França ATP 250 € 784.830 – duro (coberto) – 28S•16Q•16D                                | Santiago González Édouard Roger-Vasselin | Nicolas Mahut Fabrice Martin               | 4–6, 7–64, [10–7]  |
| 27 de fevereiro | Abierto Mexicano Telcel Acapulco, México ATP 500 US$ 2.178.980 – duro – 32S•16Q•16D•4QD                           | Alex de Minaur                           | Tommy Paul                                 | 3–6, 6–4, 6–1      |
| 27 de fevereiro | Abierto Mexicano Telcel Acapulco, México ATP 500 US$ 2.178.980 – duro – 32S•16Q•16D•4QD                           | Alexander Erler Lucas Miedler            | Nathaniel Lammons Jackson Withrow          | 7–69, 7–63         |
| 27 de fevereiro | Dubai Duty Free Tennis Championships Dubai, Emirados Árabes Unidos ATP 500 US$ 3.020.535 – duro – 32S•16Q•16D•4QD | Daniil Medvedev                          | Andrey Rublev                              | 6–2, 6–2           |
| 27 de fevereiro | Dubai Duty Free Tennis Championships Dubai, Emirados Árabes Unidos ATP 500 US$ 3.020.535 – duro – 32S•16Q•16D•4QD | Maxime Cressy · Fabrice Martin           | Lloyd Glasspool Harri Heliövaara           | 7–62, 6–4          |
| 27 de fevereiro | Movistar Chile Open Santiago, Chile ATP 250 US$ 546.340 – saibro – 28S•16Q•16D                                    | Nicolás Jarry                            | Tomás Martín Etcheverry                    | 56–7, 7–65, 6–2    |
| 27 de fevereiro | Movistar Chile Open Santiago, Chile ATP 250 US$ 546.340 – saibro – 28S•16Q•16D                                    | Andrea Pellegrino · Andrea Vavassori     | Thiago Seyboth Wild Matías Soto            | 6–4, 3–6, [12–10]  |

#### Março
| Semana de               | Torneio                                                                                            | Campeão(s)                               | Vice-campeão(s)               | Resultado        |
| ----------------------- | -------------------------------------------------------------------------------------------------- | ---------------------------------------- | ----------------------------- | ---------------- |
| 6 de março 13 de março  | BNP Paribas Open Indian Wells, Estados Unidos ATP Masters 1000 US$ 10.143.750 – duro – 96S•48Q•32D | Carlos Alcaraz                           | Daniil Medvedev               | 6–3, 6–2         |
| 6 de março 13 de março  | BNP Paribas Open Indian Wells, Estados Unidos ATP Masters 1000 US$ 10.143.750 – duro – 96S•48Q•32D | Rohan Bopanna Matthew Ebden              | Wesley Koolhof Neal Skupski   | 6–3, 2–6, [10–8] |
| 20 de março 27 de março | Miami Open Miami, Estados Unidos ATP Masters 1000 US$ 8.880.000 – duro – 96S•48Q•32D               | Daniil Medvedev                          | Jannik Sinner                 | 7–5, 6–3         |
| 20 de março 27 de março | Miami Open Miami, Estados Unidos ATP Masters 1000 US$ 8.880.000 – duro – 96S•48Q•32D               | Santiago González Édouard Roger-Vasselin | Austin Krajicek Nicolas Mahut | 7–64, 7–5        |

#### Abril
| Semana de              | Torneio | Campeão(s)                         | Vice-campeão(s)                       | Resultado         |
| ---------------------- | --- | ---------------------------------- | ------------------------------------- | ----------------- |
| 3 de abril             | Millennium Estoril Open Estoril, Portugal ATP 250 € 630.705 – saibro – 28S•16Q•16D                                        | Casper Ruud                        | Miomir Kecmanović                     | 6–2, 7–63         |
| 3 de abril             | Millennium Estoril Open Estoril, Portugal ATP 250 € 630.705 – saibro – 28S•16Q•16D                                        | Sander Gillé Joran Vliegen         | Nikola Čačić Miomir Kecmanović        | 6–3, 6–4          |
| 3 de abril             | Fayez Saforim & Co. U.S. Men's Clay Court Championship Houston, Estados Unidos ATP 250 US$ 713.495 – saibro – 28S•16Q•16D | Frances Tiafoe                     | Tomás Martín Etcheverry               | 7–61, 7–66        |
| 3 de abril             | Fayez Saforim & Co. U.S. Men's Clay Court Championship Houston, Estados Unidos ATP 250 US$ 713.495 – saibro – 28S•16Q•16D | Max Purcell Jordan Thompson        | Julian Cash Henry Patten              | 4–6, 6–4, [10–5]  |
| 3 de abril             | Grand Prix Hassan II Marraquexe, Marrocos ATP 250 € 630.705 – saibro – 28S•16Q•16D                                        | Roberto Carballés Baena            | Alexandre Müller                      | 4–6, 7–63, 6–2    |
| 3 de abril             | Grand Prix Hassan II Marraquexe, Marrocos ATP 250 € 630.705 – saibro – 28S•16Q•16D                                        | Marcelo Demoliner Andrea Vavassori | Alexander Erler Lucas Miedler         | 6–4, 3–6, [12–10] |
| 10 de abril            | Rolex Monte-Carlo Masters Roquebrune-Cap-Martin, França ATP Masters 1000 € 6.228.295 – saibro – 56S•28Q•28D               | Andrey Rublev                      | Holger Rune                           | 5–7, 6–2, 7–5     |
| 10 de abril            | Rolex Monte-Carlo Masters Roquebrune-Cap-Martin, França ATP Masters 1000 € 6.228.295 – saibro – 56S•28Q•28D               | Ivan Dodig Austin Krajicek         | Romain Arneodo Sam Weissborn          | 6–0, 4–6, [14–12] |
| 17 de abril            | Barcelona Open Banc Sabadell Barcelona, Espanha ATP 500 US$ 2.872.435 – saibro – 48S•24Q•16D•4QD                          | Carlos Alcaraz                     | Stefanos Tsitsipas                    | 6–3, 6–4          |
| 17 de abril            | Barcelona Open Banc Sabadell Barcelona, Espanha ATP 500 US$ 2.872.435 – saibro – 48S•24Q•16D•4QD                          | Máximo González Andrés Molteni     | Wesley Koolhof Neal Skupski           | 6–3, 86–7, [10–4] |
| 17 de abril            | Srpska Open Banja Luka, Bósnia e Herzegovina ATP 250 € 630.705 – saibro – 28S•16Q•16D                                     | Dušan Lajović                      | Andrey Rublev                         | 6–3, 4–6, 6–4     |
| 17 de abril            | Srpska Open Banja Luka, Bósnia e Herzegovina ATP 250 € 630.705 – saibro – 28S•16Q•16D                                     | Jamie Murray Michael Venus         | Francisco Cabral Aleksandr Nedovyesov | 7–5, 6–2          |
| 17 de abril            | BMW Open Munique, Alemanha ATP 250 € 630.705 – saibro – 28S•16Q•16D                                                       | Holger Rune                        | Botic van de Zandschulp               | 6–4, 1–6, 7–63    |
| 17 de abril            | BMW Open Munique, Alemanha ATP 250 € 630.705 – saibro – 28S•16Q•16D                                                       | Alexander Erler Lucas Miedler      | Kevin Krawietz Tim Pütz               | 6–3, 6–4          |
| 24 de abril 1º de maio | Mutua Madrid Open Madri, Espanha ATP Masters 1000 € 8.796.536 – saibro – 96S•48Q•32D                                      | Carlos Alcaraz                     | Jan-Lennard Struff                    | 6–4, 3–6, 6–3     |
| 24 de abril 1º de maio | Mutua Madrid Open Madri, Espanha ATP Masters 1000 € 8.796.536 – saibro – 96S•48Q•32D                                      | Karen Khachanov · Andrey Rublev    | Rohan Bopanna Matthew Ebden           | 6–3, 3–6, [10–3]  |

#### Maio
| Semana de             | Torneio                                                                                      | Campeã(s)(o/ões)           | Vice-campeã(s)(o/ões)               | Resultado        |
| --------------------- | -------------------------------------------------------------------------------------------- | -------------------------- | ----------------------------------- | ---------------- |
| 8 de maio 15 de maio  | Internazionali BNL d'Italia Roma, Itália ATP Masters 1000 € 8.637.966 – saibro – 96S•48Q•32D | Daniil Medvedev            | Holger Rune                         | 7–5, 7–5         |
| 8 de maio 15 de maio  | Internazionali BNL d'Italia Roma, Itália ATP Masters 1000 € 8.637.966 – saibro – 96S•48Q•32D | Hugo Nys Jan Zieliński     | Robin Haase Botic van de Zandschulp | 7–5, 6–1         |
| 22 de maio            | Gonet Geneva Open Genebra, Suíça ATP 250 € 630.705 – saibro – 28S•16Q•16D                    | Nicolás Jarry              | Grigor Dimitrov                     | 7–61, 6–1        |
| 22 de maio            | Gonet Geneva Open Genebra, Suíça ATP 250 € 630.705 – saibro – 28S•16Q•16D                    | Jamie Murray Michael Venus | Marcel Granollers Horacio Zeballos  | 7–66, 7–63       |
| 22 de maio            | Open Parc Auvergne-Rhône-Alpes Lyon Lyon, França ATP 250 € 630.705 – saibro – 28S•16Q•16D    | Arthur Fils                | Francisco Cerúndolo                 | 6–3, 7–5         |
| 22 de maio            | Open Parc Auvergne-Rhône-Alpes Lyon Lyon, França ATP 250 € 630.705 – saibro – 28S•16Q•16D    | Rajeev Ram Joe Salisbury   | Nicolas Mahut Matwé Middelkoop      | 6–0, 6–3         |
| 29 de maio 5 de junho | Torneio de Roland Garros Paris, França Grand Slam € 23.352.500 – saibro – 128S•128Q•64D•32DM | Novak Djokovic             | Casper Ruud                         | 7–61, 6–3, 7–5   |
| 29 de maio 5 de junho | Torneio de Roland Garros Paris, França Grand Slam € 23.352.500 – saibro – 128S•128Q•64D•32DM | Ivan Dodig Austin Krajicek | Sander Gillé Joran Vliegen          | 6–3, 6–1         |
| 29 de maio 5 de junho | Torneio de Roland Garros Paris, França Grand Slam € 23.352.500 – saibro – 128S•128Q•64D•32DM | Miyu Kato · Tim Pütz       | Bianca Andreescu Michael Venus      | 4–6, 6–4, [10–6] |

#### Junho
| Semana de   | Torneio                                                                                           | Campeão(s)                    | Vice-campeão(s)                      | Resultado         |
| ----------- | ------------------------------------------------------------------------------------------------- | ----------------------------- | ------------------------------------ | ----------------- |
| 12 de junho | Libéma Open 's-Hertogenbosch, Países Baixos ATP 250 € 750.950 – grama – 28S•16Q•16D               | Tallon Griekspoor             | Jordan Thompson                      | 46–7, 7–63, 6–3   |
| 12 de junho | Libéma Open 's-Hertogenbosch, Países Baixos ATP 250 € 750.950 – grama – 28S•16Q•16D               | Wesley Koolhof · Neal Skupski | Gonzalo Escobar Aleksandr Nedovyesov | 7–61, 6–2         |
| 12 de junho | Boss Open Stuttgart, Alemanha ATP 250 € 795.730 – grama – 28S•16Q•16D                             | Frances Tiafoe                | Jan-Lennard Struff                   | 4–6, 7–61, 7–68   |
| 12 de junho | Boss Open Stuttgart, Alemanha ATP 250 € 795.730 – grama – 28S•16Q•16D                             | Nikola Mektić · Mate Pavić    | Kevin Krawietz Tim Pütz              | 7–62, 6–3         |
| 19 de junho | Terra Wortmann Open Halle, Alemanha ATP 500 € 2.345.130 – grama – 32S•16Q•16D•4QD                 | Alexander Bublik              | Andrey Rublev                        | 6–3, 3–6, 6–3     |
| 19 de junho | Terra Wortmann Open Halle, Alemanha ATP 500 € 2.345.130 – grama – 32S•16Q•16D•4QD                 | Marcelo Melo John Peers       | Simone Bolelli Andrea Vavassori      | 7–63, 3–6, [10–6] |
| 19 de junho | Cinch Championships Londres, Reino Unido ATP 500 € 2.345.130 – grama – 32S•16Q•16D•4QD            | Carlos Alcaraz                | Alex de Minaur                       | 6–4, 6–4          |
| 19 de junho | Cinch Championships Londres, Reino Unido ATP 500 € 2.345.130 – grama – 32S•16Q•16D•4QD            | Ivan Dodig Austin Krajicek    | Taylor Fritz Jiří Lehečka            | 6–4, 56–7, [10–3] |
| 26 de junho | Rothesay International Eastbourne Eastbourne, Reino Unido ATP 250 € 791.545 – grama – 28S•16Q•16D | Francisco Cerúndolo           | Tommy Paul                           | 6–4, 1–6, 6–4     |
| 26 de junho | Rothesay International Eastbourne Eastbourne, Reino Unido ATP 250 € 791.545 – grama – 28S•16Q•16D | Nikola Mektić · Mate Pavić    | Ivan Dodig Austin Krajicek           | 6–4, 6–2          |
| 26 de junho | Mallorca Championships Maiorca, Espanha ATP 250 € 984.805 – grama – 28S•16Q•16D                   | Christopher Eubanks           | Adrian Mannarino                     | 6–1, 6–4          |
| 26 de junho | Mallorca Championships Maiorca, Espanha ATP 250 € 984.805 – grama – 28S•16Q•16D                   | Yuki Bhambri · Lloyd Harris   | Robin Haase Philipp Oswald           | 6–3, 6–4          |

#### Julho
| Semana de              | Torneio                                                                                         | Campeã(s)(o/ões)                         | Vice-campeã(s)(o/ões)                | Resultado                |
| ---------------------- | ----------------------------------------------------------------------------------------------- | ---------------------------------------- | ------------------------------------ | ------------------------ |
| 3 de julho 10 de julho | Torneio de Wimbledon Londres, Reino Unido Grand Slam £ 20.971.000 – grama – 128S•128Q•64D•32DM  | Carlos Alcaraz                           | Novak Djokovic                       | 1–6, 7–66, 6–1, 3–6, 6–4 |
| 3 de julho 10 de julho | Torneio de Wimbledon Londres, Reino Unido Grand Slam £ 20.971.000 – grama – 128S•128Q•64D•32DM  | Wesley Koolhof Neal Skupski              | Marcel Granollers Horacio Zeballos   | 6–4, 6–4                 |
| 3 de julho 10 de julho | Torneio de Wimbledon Londres, Reino Unido Grand Slam £ 20.971.000 – grama – 128S•128Q•64D•32DM  | Lyudmyla Kichenok Mate Pavić             | Xu Yifan Joran Vliegen               | 6–4, 96–7, 6–3           |
| 17 de julho            | Nordea Open Båstad, Suécia ATP 250 € 630.705 – saibro – 28S•16Q•16D                             | Andrey Rublev                            | Casper Ruud                          | 7–63, 6–0                |
| 17 de julho            | Nordea Open Båstad, Suécia ATP 250 € 630.705 – saibro – 28S•16Q•16D                             | Gonzalo Escobar · Aleksandr Nedovyesov   | Francisco Cabral Rafael Matos        | 6–2, 6–2                 |
| 17 de julho            | EFG Swiss Open Gstaad Gstaad, Suíça ATP 250 € 630.705 – saibro – 28S•16Q•16D                    | Pedro Cachin                             | Albert Ramos-Viñolas                 | 3–6, 6–0, 7–5            |
| 17 de julho            | EFG Swiss Open Gstaad Gstaad, Suíça ATP 250 € 630.705 – saibro – 28S•16Q•16D                    | Dominic Stricker Stan Wawrinka           | Marcelo Demoliner Matwé Middelkoop   | 7–68, 6–2                |
| 17 de julho            | Infosys Hall of Fame Open Newport, Estados Unidos ATP 250 US$ 718.245 – grama – 28S•16Q•16D     | Adrian Mannarino                         | Alex Michelsen                       | 6–2, 6–4                 |
| 17 de julho            | Infosys Hall of Fame Open Newport, Estados Unidos ATP 250 US$ 718.245 – grama – 28S•16Q•16D     | Nathaniel Lammons Jackson Withrow        | William Blumberg Max Purcell         | 6–3, 5–7, [10–5]         |
| 17 de julho            | Hopman Cup Nice, França Competição de curta duração entre países – mista saibro – 6E            | Croácia · Donna Vekić · Borna Ćorić      | Suíça · Céline Naef · Leandro Riedi  | 2–0                      |
| 24 de julho            | Hamburg European Open Hamburgo, Alemanha ATP 500 € 1.981.470 – saibro – 32S•16Q•16D•4QD         | Alexander Zverev                         | Laslo Djere                          | 7–5, 6–3                 |
| 24 de julho            | Hamburg European Open Hamburgo, Alemanha ATP 500 € 1.981.470 – saibro – 32S•16Q•16D•4QD         | Kevin Krawietz Tim Pütz                  | Sander Gillé Joran Vliegen           | 7–64, 6–3                |
| 24 de julho            | Atlanta Open Atlanta, Estados Unidos ATP 250 US$ 822.175 – duro – 28S•16Q•16D                   | Taylor Fritz                             | Aleksandar Vukic                     | 7–5, 56–7, 6–4           |
| 24 de julho            | Atlanta Open Atlanta, Estados Unidos ATP 250 US$ 822.175 – duro – 28S•16Q•16D                   | Nathaniel Lammons Jackson Withrow        | Max Purcell Jordan Thompson          | 7–63, 7–64               |
| 24 de julho            | Plava Laguna Croatia Open Umag Umago, Croácia ATP 250 € 630.705 – saibro – 28S•16Q•16D          | Alexei Popyrin                           | Stan Wawrinka                        | 56–7, 6–3, 6–4           |
| 24 de julho            | Plava Laguna Croatia Open Umag Umago, Croácia ATP 250 € 630.705 – saibro – 28S•16Q•16D          | Blaž Rola · Nino Serdarušić              | Simone Bolelli Andrea Vavassori      | 4–6, 7–62, [15–13]       |
| 31 de julho            | Mubadala Citi DC Open Washington, Estados Unidos ATP 500 US$ 2.178.980 – duro – 48S•24Q•16D•4QD | Daniel Evans                             | Tallon Griekspoor                    | 7–5, 6–3                 |
| 31 de julho            | Mubadala Citi DC Open Washington, Estados Unidos ATP 500 US$ 2.178.980 – duro – 48S•24Q•16D•4QD | Máximo González Andrés Molteni           | Mackenzie McDonald Ben Shelton       | 66–7, 6–2, [10–6]        |
| 31 de julho            | Generali Open Kitzbühel, Áustria ATP 250 € 630.705 – saibro – 28S•16Q•16D                       | Sebastián Báez                           | Dominic Thiem                        | 6–3, 6–1                 |
| 31 de julho            | Generali Open Kitzbühel, Áustria ATP 250 € 630.705 – saibro – 28S•16Q•16D                       | Alexander Erler Lucas Miedler            | Gonzalo Escobar Aleksandr Nedovyesov | 6–4, 6–4                 |
| 31 de julho            | Mifel Tennis Open San José del Cabo, México ATP 250 US$ 976.975 – duro – 28S•16Q•16D            | Stefanos Tsitsipas                       | Alex de Minaur                       | 6–3, 6–4                 |
| 31 de julho            | Mifel Tennis Open San José del Cabo, México ATP 250 US$ 976.975 – duro – 28S•16Q•16D            | Santiago González Édouard Roger-Vasselin | Andrew Harris Dominik Koepfer        | 6–4, 7–5                 |

#### Agosto
| Semana de                  | Torneio                                                                                                | Campeã(s)(o/ões)                  | Vice-campeã(s)(o/ões)          | Resultado        |
| -------------------------- | --- | --------------------------------- | ------------------------------ | ---------------- |
| 7 de agosto                | National Bank Open Toronto, Canadá ATP Masters 1000 US$ 7.622.925 – duro – 56S•28Q•28D                 | Jannik Sinner                     | Alex de Minaur                 | 6–4, 6–1         |
| 7 de agosto                | National Bank Open Toronto, Canadá ATP Masters 1000 US$ 7.622.925 – duro – 56S•28Q•28D                 | Marcelo Arévalo Jean-Julien Rojer | Rajeev Ram Joe Salisbury       | 6–3, 6–1         |
| 14 de agosto               | Western & Southern Open Cincinnati, Estados Unidos ATP Masters 1000 US$ 7.665.215 – duro – 56S•28Q•28D | Novak Djokovic                    | Carlos Alcaraz                 | 5–7, 7–67, 7–64  |
| 14 de agosto               | Western & Southern Open Cincinnati, Estados Unidos ATP Masters 1000 US$ 7.665.215 – duro – 56S•28Q•28D | Máximo González Andrés Molteni    | Jamie Murray Michael Venus     | 3–6, 6–1, [11–9] |
| 21 de agosto               | Winston-Salem Open Winston-Salem, Estados Unidos ATP 250 US$ 850.680 – duro – 48S•16Q•16D              | Sebastián Báez                    | Jiří Lehečka                   | 6–4, 6–3         |
| 21 de agosto               | Winston-Salem Open Winston-Salem, Estados Unidos ATP 250 US$ 850.680 – duro – 48S•16Q•16D              | Nathaniel Lammons Jackson Withrow | Lloyd Glasspool Neal Skupski   | 6–3, 6–4         |
| 28 de agosto 4 de setembro | US Open Nova York, Estados Unidos Grand Slam US$ 29.488.400 – duro – 128S•128Q•64D•32DM                | Novak Djokovic                    | Daniil Medvedev                | 6–3, 7–65, 6–3   |
| 28 de agosto 4 de setembro | US Open Nova York, Estados Unidos Grand Slam US$ 29.488.400 – duro – 128S•128Q•64D•32DM                | Rajeev Ram · Joe Salisbury        | Rohan Bopanna Matthew Ebden    | 2–6, 6–3, 6–4    |
| 28 de agosto 4 de setembro | US Open Nova York, Estados Unidos Grand Slam US$ 29.488.400 – duro – 128S•128Q•64D•32DM                | Anna Danilina · Harri Heliövaara  | Jessica Pegula Austin Krajicek | 6–3, 6–4         |

#### Setembro
| Semana de      | Torneio | Campeão(s) | Vice-campeão(s) | Resultado |
| -------------- | --- | --- | --- | --- |
| 11 de setembro | Copa Davis: Finais - Fase de grupos Bolonha, Itália – duro (coberto) Manchester, Reino Unido – duro (coberto) Split, Croácia – duro (coberto) Valência, Espanha – duro (coberto) Competição de longa duração entre países US$ 15.000.000 - 16E | Classificadas à próxima fase: · Canadá / Itália · Grã-Bretanha / Austrália · Chéquia / Sérvia · Países Baixos / Finlândia | Classificadas à próxima fase: · Canadá / Itália · Grã-Bretanha / Austrália · Chéquia / Sérvia · Países Baixos / Finlândia | Classificadas à próxima fase: · Canadá / Itália · Grã-Bretanha / Austrália · Chéquia / Sérvia · Países Baixos / Finlândia |
| 18 de setembro | Chengdu Open Chengdu, China ATP 250 US$ 1.261.555 – duro – 28S•16Q•16D | Alexander Zverev | Roman Safiullin | 26–7, 7–65, 6–3 |
| 18 de setembro | Chengdu Open Chengdu, China ATP 250 US$ 1.261.555 – duro – 28S•16Q•16D | Sadio Doumbia · Fabien Reboul                                                                                             | Francisco Cabral Rafael Matos                                                                                             | 4–6, 7–5, [10–7] |
| 18 de setembro | Huafa Properties Zhuhai Championships Zhuhai, China ATP 250 US$ 1.057.295 – duro – 28S•16Q•16D | Karen Khachanov | Yoshihito Nishioka | 7–62, 6–1 |
| 18 de setembro | Huafa Properties Zhuhai Championships Zhuhai, China ATP 250 US$ 1.057.295 – duro – 28S•16Q•16D | Jamie Murray Michael Venus                                                                                                | Nathaniel Lammons Jackson Withrow                                                                                         | 6–4, 6–4 |
| 18 de setembro | Laver Cup Vancouver, Canadá Competição intercontinental – exibição duro (coberto) – 2E | Time Mundo · Félix Auger-Aliassime · Francisco Cerúndolo · Taylor Fritz · Tommy Paul · Ben Shelton · Frances Tiafoe       | Time Europa Alejandro Davidovich Fokina Arthur Fils Hubert Hurkacz Gaël Monfils Andrey Rublev Casper Ruud                 | 13–2 |
| 25 de setembro | China Open Pequim, China ATP 500 US$ 3.798.915 – duro – 32S•16Q•16D•4QD | Jannik Sinner | Daniil Medvedev | 7–62, 7–62 |
| 25 de setembro | China Open Pequim, China ATP 500 US$ 3.798.915 – duro – 32S•16Q•16D•4QD | Ivan Dodig · Austin Krajicek                                                                                              | Wesley Koolhof Neal Skupski                                                                                               | 126–7, 6–3, [10–5] |
| 25 de setembro | Astana Open Astana, Cazaquistão ATP 250 US$ 1.093.360 – duro (coberto) – 28S•16Q•16D | Adrian Mannarino | Sebastian Korda | 4–6, 6–3, 6–2 |
| 25 de setembro | Astana Open Astana, Cazaquistão ATP 250 US$ 1.093.360 – duro (coberto) – 28S•16Q•16D | Nathaniel Lammons Jackson Withrow                                                                                         | Mate Pavić John Peers | 7–64, 7–67 |

#### Outubro
| Semana de                 | Torneio | Campeão(s)                               | Vice-campeão(s)                   | Resultado          |
| ------------------------- | --- | ---------------------------------------- | --------------------------------- | ------------------ |
| 2 de outubro 9 de outubro | Rolex Shanghai Masters Xangai, China ATP Masters 1000 US$ 10.046.270 – duro – 96S•48Q•32D                    | Hubert Hurkacz                           | Andrey Rublev                     | 6–3, 3–6, 7–68     |
| 2 de outubro 9 de outubro | Rolex Shanghai Masters Xangai, China ATP Masters 1000 US$ 10.046.270 – duro – 96S•48Q•32D                    | Marcel Granollers Horacio Zeballos       | Rohan Bopanna Matthew Ebden       | 5–7, 6–2, [10–7]   |
| 16 de outubro             | Kinoshita Group Japan Open Tennis Championships Tóquio, Japão ATP 500 US$ 2.022.700 – duro – 32S•16Q•16D•4QD | Ben Shelton                              | Aslan Karatsev                    | 7–5, 6–1           |
| 16 de outubro             | Kinoshita Group Japan Open Tennis Championships Tóquio, Japão ATP 500 US$ 2.022.700 – duro – 32S•16Q•16D•4QD | Rinky Hijikata Max Purcell               | Jamie Murray Michael Venus        | 6–4, 6–1           |
| 16 de outubro             | European Open Antuérpia, Bélgica ATP 250 € 750.950 – duro (coberto) – 28S•16Q•16D                            | Alexander Bublik                         | Arthur Fils                       | 6–4, 6–4           |
| 16 de outubro             | European Open Antuérpia, Bélgica ATP 250 € 750.950 – duro (coberto) – 28S•16Q•16D                            | Petros Tsitsipas · Stefanos Tsitsipas    | Ariel Behar Adam Pavlásek         | 56–7, 6–4, [10–8]  |
| 16 de outubro             | BNP Paribas Nordic Open Estocolmo, Suécia ATP 250 € 750.950 – duro (coberto) – 28S•16Q•16D                   | Gaël Monfils                             | Pavel Kotov                       | 4–6, 7–66, 6–3     |
| 16 de outubro             | BNP Paribas Nordic Open Estocolmo, Suécia ATP 250 € 750.950 – duro (coberto) – 28S•16Q•16D                   | Andrey Golubev · Denys Molchanov         | Yuki Bhambri Julian Cash          | 7–68, 6–2          |
| 23 de outubro             | Swiss Indoors Basileia, Suíça ATP 500 € 2.345.955 – duro (coberto) – 32S•16Q•16D•4QD                         | Félix Auger-Aliassime                    | Hubert Hurkacz                    | 7–63, 7–65         |
| 23 de outubro             | Swiss Indoors Basileia, Suíça ATP 500 € 2.345.955 – duro (coberto) – 32S•16Q•16D•4QD                         | Santiago González Édouard Roger-Vasselin | Hugo Nys Jan Zieliński            | 86–7, 7–63, [10–1] |
| 23 de outubro             | Erste Bank Open Viena, Áustria ATP 500 € 2.559.790 – duro (coberto) – 32S•16Q•16D•4QD                        | Jannik Sinner                            | Daniil Medvedev                   | 7–67, 4–6, 6–3     |
| 23 de outubro             | Erste Bank Open Viena, Áustria ATP 500 € 2.559.790 – duro (coberto) – 32S•16Q•16D•4QD                        | Rajeev Ram Joe Salisbury                 | Nathaniel Lammons Jackson Withrow | 6–4, 5–7, [12–10]  |
| 30 de outubro             | Rolex Paris Masters Paris, França ATP Masters 1000 € 6.748.815 – duro (coberto) – 56S•28Q•24D                | Novak Djokovic                           | Grigor Dimitrov                   | 6–4, 6–3           |
| 30 de outubro             | Rolex Paris Masters Paris, França ATP Masters 1000 € 6.748.815 – duro (coberto) – 56S•28Q•24D                | Santiago González Édouard Roger-Vasselin | Rohan Bopanna Matthew Ebden       | 6–2, 5–7, [10–7]   |

#### Novembro
| Semana de      | Torneio | Campeão(s)                                                                                  | Vice-campeão(s)                                                                             | Resultado                                                                 |
| -------------- | --- | ------------------------------------------------------------------------------------------- | ------------------------------------------------------------------------------------------- | ------------------------------------------------------------------------- |
| 6 de novembro  | Moselle Open Metz, França ATP 250 € 630.705 – duro (coberto) – 28S•16Q•16D                                                            | Ugo Humbert                                                                                 | Alexander Shevchenko                                                                        | 6–3, 6–3                                                                  |
| 6 de novembro  | Moselle Open Metz, França ATP 250 € 630.705 – duro (coberto) – 28S•16Q•16D                                                            | Hugo Nys · Jan Zieliński                                                                    | Constantin Frantzen Hendrik Jebens                                                          | 6–4, 6–4                                                                  |
| 6 de novembro  | Sofia Open Sófia, Bulgária ATP 250 € 630.705 – duro (coberto) – 28S•16Q•16D                                                           | Adrian Mannarino                                                                            | Jack Draper                                                                                 | 7–66, 2–6, 6–3                                                            |
| 6 de novembro  | Sofia Open Sófia, Bulgária ATP 250 € 630.705 – duro (coberto) – 28S•16Q•16D                                                           | Gonzalo Escobar Aleksandr Nedovyesov                                                        | Julian Cash Nikola Mektić                                                                   | 6–3, 3–6, [13–11]                                                         |
| 6 de novembro  | Tel Aviv Watergen Open Tel Aviv, Israel ATP 250 US$ – duro (coberto) – 28S•16Q•16D                                                    | Cancelado por motivos de segurança, perante a conflitos armados na região                   | Cancelado por motivos de segurança, perante a conflitos armados na região                   | Cancelado por motivos de segurança, perante a conflitos armados na região |
| 13 de novembro | Nitto ATP Finals Turim, Itália Torneio de fim de temporada US$ 15.000.000 – duro (coberto) – 8S•8D                                    | Novak Djokovic                                                                              | Jannik Sinner                                                                               | 6–3, 6–3                                                                  |
| 13 de novembro | Nitto ATP Finals Turim, Itália Torneio de fim de temporada US$ 15.000.000 – duro (coberto) – 8S•8D                                    | Rajeev Ram · Joe Salisbury                                                                  | Marcel Granollers Horacio Zeballos                                                          | 6–3, 6–4                                                                  |
| 20 de novembro | Copa Davis: Finais - Fase eliminatória Málaga, Espanha Competição de longa duração entre países US$ 15.000.000 – duro (coberto) – 16E | Itália · Matteo Arnaldi · Simone Bolelli · Lorenzo Musetti · Jannik Sinner · Lorenzo Sonego | Austrália · Alex de Minaur · Matthew Ebden · Alexei Popyrin · Max Purcell · Jordan Thompson | 2–0                                                                       |
| 27 de novembro | Next Gen ATP Finals Jidá, Arábia Saudita Competição entre jovens promessas – exibição US$ 2.000.000 – duro (coberto) – 8S             | Hamad Medjedovic                                                                            | Arthur Fils                                                                                 | 63–4, 4–1, 4–2, 93–4, 4–1                                                 |

## Prêmios em dinheiro
Em 4 de dezembro de 2023.
| #  | Jogador            | Simples        | Duplas      | Total          |
| -- | ------------------ | -------------- | ----------- | -------------- |
| 1  | Novak Djokovic     | US$ 15.935.097 | US$ 15.947  | US$ 15.952.044 |
| 2  | Carlos Alcaraz     | US$ 10.753.431 | US$ 0       | US$ 10.753.431 |
| 3  | Daniil Medvedev    | US$ 9.239.679  | US$ 0       | US$ 9.239.679  |
| 4  | Jannik Sinner      | US$ 8.298.379  | US$ 51.013  | US$ 8.349.392  |
| 5  | Andrey Rublev      | US$ 5.120.571  | US$ 368.363 | US$ 5.488.934  |
| 6  | Alexander Zverev   | US$ 4.820.664  | US$ 104.438 | US$ 4.925.102  |
| 7  | Stefanos Tsitsipas | US$ 4.700.015  | US$ 152.251 | US$ 4.852.266  |
| 8  | Holger Rune        | US$ 4.141.419  | US$ 22.511  | US$ 4.163.930  |
| 9  | Hubert Hurkacz     | US$ 3.805.176  | US$ 98.249  | US$ 3.903.425  |
| 10 | Taylor Fritz       | US$ 3.380.455  | US$ 95.648  | US$ 3.476.103  |

## Rankings
| Ranking final de simples (4 de dezembro de 2023) | Ranking final de simples (4 de dezembro de 2023) | Ranking final de simples (4 de dezembro de 2023) | Ranking final de simples (4 de dezembro de 2023) | Ranking final de simples (4 de dezembro de 2023) |
| Pos.                                             | Jogador                                          | Idade                                            | Pontos                                           | Torneios                                         |
| ------------------------------------------------ | ------------------------------------------------ | ------------------------------------------------ | ------------------------------------------------ | ------------------------------------------------ |
| 1º                                               | Novak Djokovic                                   | 36                                               | 11.245                                           | 18                                               |
| 2º                                               | Carlos Alcaraz                                   | 20                                               | 8.855                                            | 18                                               |
| 3º                                               | Daniil Medvedev                                  | 27                                               | 7.600                                            | 22                                               |
| 4º                                               | Jannik Sinner                                    | 22                                               | 6.490                                            | 23                                               |
| 5º                                               | Andrey Rublev                                    | 26                                               | 4.805                                            | 25                                               |
| 6º                                               | Stefanos Tsitsipas                               | 25                                               | 4.235                                            | 24                                               |
| 7º                                               | Alexander Zverev                                 | 26                                               | 3.985                                            | 27                                               |
| 8º                                               | Holger Rune                                      | 20                                               | 3.660                                            | 23                                               |
| 9º                                               | Hubert Hurkacz                                   | 26                                               | 3.245                                            | 24                                               |
| 10º                                              | Taylor Fritz                                     | 26                                               | 3.100                                            | 26                                               |
| 11º                                              | Casper Ruud                                      | 24                                               | 2.825                                            | 24                                               |
| 12º                                              | Alex de Minaur                                   | 24                                               | 2.740                                            | 25                                               |
| 13º                                              | Tommy Paul                                       | 26                                               | 2.665                                            | 26                                               |
| 14º                                              | Grigor Dimitrov                                  | 32                                               | 2.570                                            | 23                                               |
| 15º                                              | Karen Khachanov                                  | 27                                               | 2.520                                            | 22                                               |
| 16º                                              | Frances Tiafoe                                   | 25                                               | 2.310                                            | 22                                               |
| 17º                                              | Ben Shelton                                      | 21                                               | 2.145                                            | 26                                               |
| 18º                                              | Cameron Norrie                                   | 28                                               | 1.940                                            | 25                                               |
| 19º                                              | Nicolás Jarry                                    | 28                                               | 1.810                                            | 22                                               |
| 20º                                              | Ugo Humbert                                      | 25                                               | 1.765                                            | 28                                               |

| Ranking final de duplas (4 de dezembro de 2023) | Ranking final de duplas (4 de dezembro de 2023) | Ranking final de duplas (4 de dezembro de 2023) | Ranking final de duplas (4 de dezembro de 2023) | Ranking final de duplas (4 de dezembro de 2023) |
| Pos.                                            | Jogador                                         | Idade                                           | Pontos                                          | Torneios                                        |
| ----------------------------------------------- | ----------------------------------------------- | ----------------------------------------------- | ----------------------------------------------- | ----------------------------------------------- |
| 1º                                              | Austin Krajicek                                 | 33                                              | 7.130                                           | 23                                              |
| 2º                                              | Ivan Dodig                                      | 38                                              | 6.620                                           | 21                                              |
| 3º                                              | Rohan Bopanna                                   | 43                                              | 6.390                                           | 22                                              |
| 4º                                              | Matthew Ebden                                   | 36                                              | 6.390                                           | 25                                              |
| 5º                                              | Horacio Zeballos                                | 38                                              | 6.307                                           | 21                                              |
| 6º                                              | Rajeev Ram                                      | 39                                              | 6.290                                           | 24                                              |
| 7º                                              | Joe Salisbury                                   | 31                                              | 6.290                                           | 24                                              |
| 8º                                              | Wesley Koolhof                                  | 34                                              | 6.170                                           | 23                                              |
| 9º                                              | Neal Skupski                                    | 34                                              | 6.170                                           | 24                                              |
| 10º                                             | Marcel Granollers                               | 37                                              | 6.127                                           | 22                                              |
| 11º                                             | Santiago González                               | 40                                              | 5.830                                           | 28                                              |
| 11º                                             | Édouard Roger-Vasselin                          | 40                                              | 5.830                                           | 28                                              |
| 13º                                             | Máximo González                                 | 40                                              | 4.290                                           | 26                                              |
| 13º                                             | Andrés Molteni                                  | 35                                              | 4.290                                           | 26                                              |
| 15º                                             | Hugo Nys                                        | 32                                              | 3.885                                           | 31                                              |
| 16º                                             | Jamie Murray                                    | 37                                              | 3.850                                           | 28                                              |
| 16º                                             | Michael Venus                                   | 36                                              | 3.850                                           | 28                                              |
| 18º                                             | Jean-Julien Rojer                               | 42                                              | 3.840                                           | 24                                              |
| 19º                                             | Marcelo Arévalo                                 | 33                                              | 3.840                                           | 25                                              |
| 20º                                             | Jan Zieliński                                   | 27                                              | 3.840                                           | 25                                              |

## Distribuição de pontos
A distribuição de pontos para a temporada de 2023 foi definida:
| Categoria              | T          | F                                           | SF                                          | QF                                          | R16                                         | R32                                         | R64                                         | R128                                        | Q                                           | Q3                                          | Q2                                          | Q1                                          |
| ---------------------- | ---------- | ------------------------------------------- | ------------------------------------------- | ------------------------------------------- | ------------------------------------------- | ------------------------------------------- | ------------------------------------------- | ------------------------------------------- | ------------------------------------------- | ------------------------------------------- | ------------------------------------------- | ------------------------------------------- |
| Grand Slam (S)         | 2000       | 1200                                        | 720                                         | 360                                         | 180                                         | 90                                          | 45                                          | 10                                          | 25                                          | 16                                          | 8                                           | 0                                           |
| Grand Slam (D)         | 2000       | 1200                                        | 720                                         | 360                                         | 180                                         | 90                                          | 0                                           | –                                           | –                                           | –                                           | –                                           | –                                           |
| ATP Finals (S/D)       | 900+FG     | 400+FG                                      | FG                                          | Fase de grupos (FG): 200 por vitória        | Fase de grupos (FG): 200 por vitória        | Fase de grupos (FG): 200 por vitória        | Fase de grupos (FG): 200 por vitória        | Fase de grupos (FG): 200 por vitória        | Fase de grupos (FG): 200 por vitória        | Fase de grupos (FG): 200 por vitória        | Fase de grupos (FG): 200 por vitória        | Fase de grupos (FG): 200 por vitória        |
| ATP Masters 1000 (96S) | 1000       | 600                                         | 360                                         | 180                                         | 90                                          | 45                                          | 25                                          | 10                                          | 16                                          | –                                           | 8                                           | 0                                           |
| ATP Masters 1000 (56S) | 1000       | 600                                         | 360                                         | 180                                         | 90                                          | 45                                          | 10                                          | –                                           | 25                                          | –                                           | 16                                          | 0                                           |
| ATP Masters 1000 (32D) | 1000       | 600                                         | 360                                         | 180                                         | 90                                          | 0                                           | –                                           | –                                           | –                                           | –                                           | –                                           | –                                           |
| ATP 500 (48S)          | 500        | 300                                         | 180                                         | 90                                          | 45                                          | 20                                          | 0                                           | –                                           | 10                                          | –                                           | 4                                           | 0                                           |
| ATP 500 (32/28S)       | 500        | 300                                         | 180                                         | 90                                          | 45                                          | 0                                           | –                                           | –                                           | 20                                          | –                                           | 10                                          | 0                                           |
| ATP 500 (16D)          | 500        | 300                                         | 180                                         | 90                                          | 0                                           | –                                           | –                                           | –                                           | 45                                          | –                                           | 25                                          | 0                                           |
| ATP 250 (48S)          | 250        | 150                                         | 90                                          | 45                                          | 20                                          | 10                                          | 0                                           | –                                           | 5                                           | –                                           | 3                                           | 0                                           |
| ATP 250 (32S)          | 250        | 150                                         | 90                                          | 45                                          | 20                                          | 0                                           | –                                           | –                                           | 12                                          | –                                           | 6                                           | 0                                           |
| ATP 250 (16D)          | 250        | 150                                         | 90                                          | 45                                          | 0                                           | –                                           | –                                           | –                                           | –                                           | –                                           | –                                           | –                                           |
| United Cup             | 500 (máx.) | Para mais detalhes, veja United Cup de 2023 | Para mais detalhes, veja United Cup de 2023 | Para mais detalhes, veja United Cup de 2023 | Para mais detalhes, veja United Cup de 2023 | Para mais detalhes, veja United Cup de 2023 | Para mais detalhes, veja United Cup de 2023 | Para mais detalhes, veja United Cup de 2023 | Para mais detalhes, veja United Cup de 2023 | Para mais detalhes, veja United Cup de 2023 | Para mais detalhes, veja United Cup de 2023 | Para mais detalhes, veja United Cup de 2023 |

## Prêmios
Os vencedores do ATP Awards de 2023 foram anunciados em dezembro.
- Jogador do ano:  Novak Djokovic;
- Dupla do ano:  Ivan Dodig /  Austin Krajicek;
- Jogador que mais evoluiu:  Jannik Sinner
- Revelação do ano:  Arthur Fils;
- Retorno do ano:  Jan-Lennard Struff;
- Treinador do ano:  Darren Cahill e  Simone Vagnozzi ( Jannik Sinner).

- Esportividade Stefan Edberg:  Carlos Alcaraz;
- Humanitarismo Arthur Ashe:  Félix Auger-Aliassime;
- Excelência em mídia Ron Bookman:  L'Equipe.

Torneios do ano:
- ATP Masters 1000:  Indian Wells;
- ATP 500:  Queen's;
- ATP 250:  Båstad.

Favoritos do torcedor:
- Jogador:  Jannik Sinner;
- Dupla:  Karen Khachanov /  Andrey Rublev.